# Baldachinspinnen
Die Baldachinspinnen oder Deckennetzspinnen (Linyphiidae) sind eine Familie der Echten Webspinnen (Araneomorphae) und gehören dort zur Überfamilie der Radnetzspinnen (Araneoideae). Die Familie umfasst weltweit 618 Gattungen und 4667 Arten. (Stand: August 2020)
Sie werden derzeit in sechs Unterfamilien eingeteilt. In Mitteleuropa sind ca. 500 Arten nachgewiesen.

## Merkmale

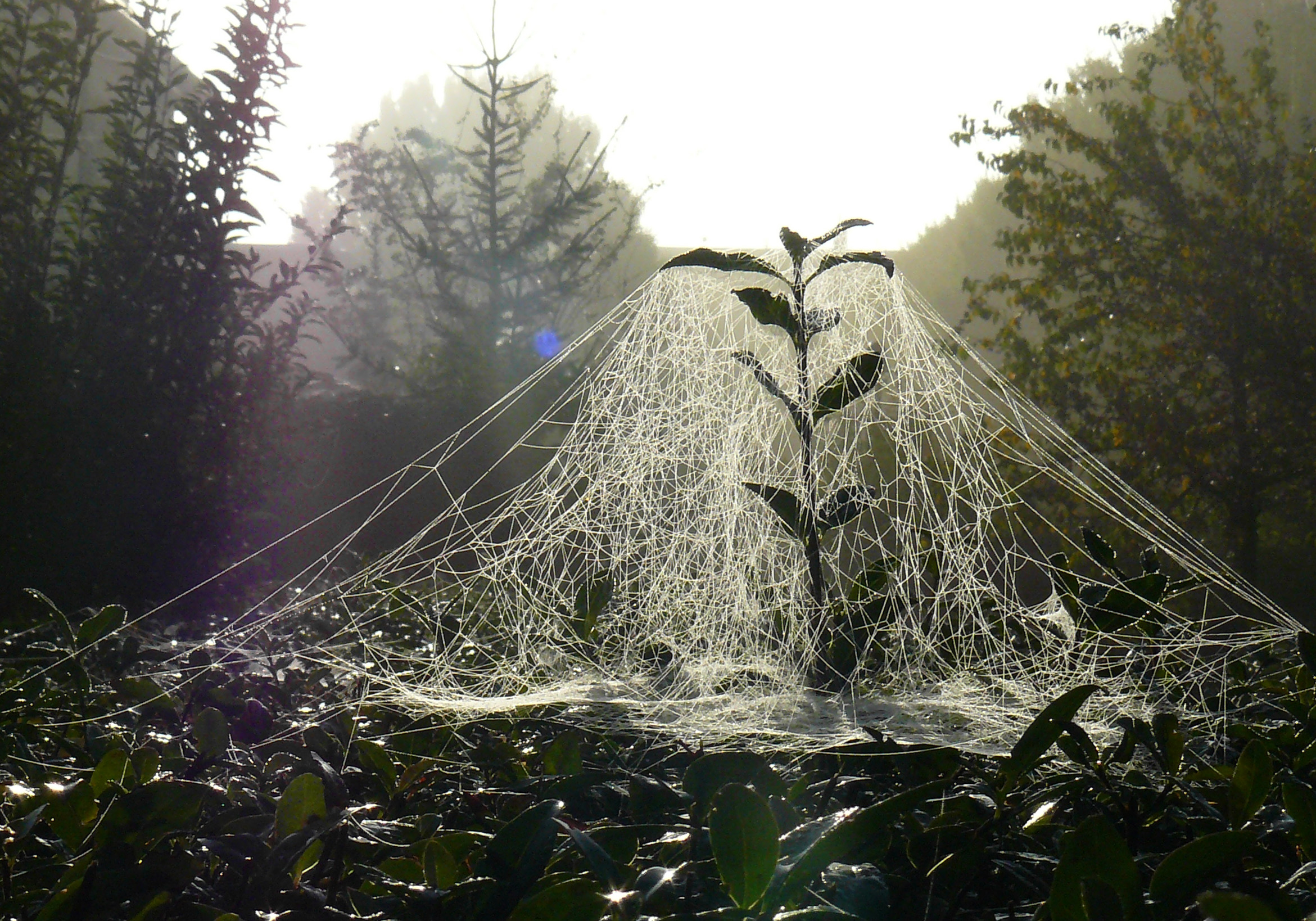
Netz der Baldachinspinne im Morgentau

Diese meist nur 1,5 bis 3 mm, in seltenen Fällen auch bis zu 8 mm großen Spinnen, werden meist nur im Morgentau anhand ihrer Netze wahrgenommen, die sie häufig in Bodennähe in Wiesen oder in der Strauchschicht, horizontal und leicht gewölbt wie ein Baldachin, weben. Auffällig sind auch die Fäden im Spätsommer und Herbst, mit denen sie sich im Wind fortbewegen; sowie die Winteraktivität einiger Zwergspinnen (Unterfamilie Erigoninae).

## Lebensweise und Beutefang

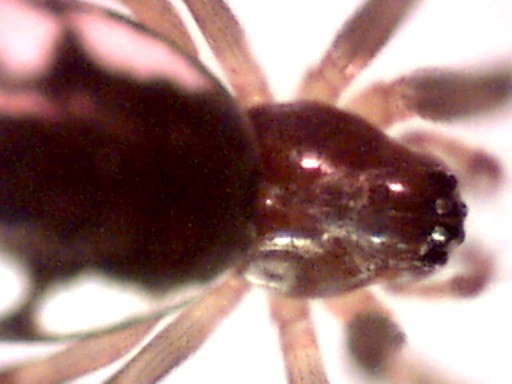
Prosoma von Frontinella pyramitela

Die Färbung der Baldachinspinnen tarnt sie gegenüber ihren Feinden, wenn sie unter ihren horizontal gespannten Netzen hängen. Die nach oben weisende Bauchseite ist dunkler gefärbt und gegen den Boden nur schwer zu erkennen. Der Rücken dagegen ist heller gefärbt, so dass er gegen den hellen Himmel ebenfalls wenig Kontrast aufweist.
Der Baldachin, in dessen Mitte die Deckennetzspinnen auf der Unterseite sitzen, wird von unten durch Fäden gespannt. Nach oben ziehen die Spinnen klebrige „Absturzfäden“, in denen sich die Beute verfängt. Häufig schüttelt die Spinne ihre Beute aus diesen Fäden auf das darunter liegende Netz; die Leimfäden in der Decke und in den Absturzfäden spielen dabei nicht bei allen Gattungen eine gleich große Rolle. Die Spinne beißt dann mit ihren Cheliceren durch das Netz in die Beute und betäubt diese. Abschließend beißt sie ein Loch in die Decke und zerrt ihre Beute zum Verzehr durch extraintestinalen Verdauung nach unten. Die beschädigte Decke und die Absturzfäden werden erst nach der Nahrungsaufnahme repariert.
Das Netz der Baldachin- oder Deckennetzspinnen weist entfernte Ähnlichkeiten mit den Netzen der Trichterspinnen (Agelenidae), v. a. der Labyrinthspinnen (Agalena), die mehrere Decken übereinander weben, und mit denen der Kugelspinnen (Theridiidae), auch Haubennetzspinnen genannt, auf. Diese weben klebrige, aufgelockerte und diffuse Decken. Die Lauerstellung der Baldachinspinnen ist jedoch deutlich von diesen unterscheidbar.
Geschlechtsreife Männchen weben selten eigene Netze, sondern begeben sich auf die Suche nach einem Weibchen. Noch längere Zeit nach der mehrere Stunden dauernden Paarung lebt das Männchen mit dem Weibchen im selben Netz, hält sich allerdings eher am Netzrand auf.

## Lebensräume und „Luftschiffen“ als Ausbreitungsstrategie
Die Familie ist weltweit verbreitet und besiedelt ganz unterschiedliche Lebensräume aller Klimazonen, von den Tropen (Kongo: Labullula annulipes) über Strände (im Seetang), Himalaya (Piniphantes himalayensis) bis an die arktischen Küsten. Die mit Abstand artenreichsten und am weitesten verbreiteten sind die nahezu „allgegenwärtigen“ Gattungen Erigone, Bathyphantes, Leptyphantes und Walckenaeria (=Walckenaera). In Mitteleuropa außerordentlich häufig sind Erigone atra und Bathyphantes gracilis.
Im Unterschied zu anderen Spinnengruppen, bei denen sich nur die Jungtiere mit Hilfe eines „Flugfadens“ vom Wind verfrachten lassen, um bei zu großer Populationsdichte der Konkurrenz und dem Kannibalismus durch Artgenossen zu entgehen, fliegen bei den Arten in der Familie Linyphiidae auch die erwachsenen Tiere zu Tausenden vom Sommer bis in den Winter, wobei dies eine erfolgreiche Strategie zur Verbreitung darstellt. Die Spinnen strecken dazu ihren Hinterleib in die Luft und produzieren einen sogenannten Flugfaden. Ist der Faden lang genug, wird er vom Wind erfasst und transportiert die Spinne. Dieser Vorgang wird Luftschiffen oder im Englischen ballooning genannt. Erwärmt sich die ruhige Luft über dem Boden durch Sonneneinstrahlung rasch, lassen sich die Spinnen emporheben und verfrachten. Sie fallen dadurch besonders im Spätsommer („Altweibersommer“) und im Winter auf. Sie können kurzzeitig massenhaft auftreten.
Beim Transport durch die Luft erreichen Baldachinspinnen Höhen von mehreren Tausend Metern und fliegen bis zu mehreren Hundert Kilometer weit. So wurden sie aus Flugzeugen gefangen und Charles Darwin berichtete 1832 in seinem Tagebuch, 100 km vor der Küste Südamerikas hätten sich unzählige kleine Spinnen in der Takelage seines Forschungsschiffes verfangen. Inzwischen weiß man, dass sie die Höhe und Flugdauer durch die Länge ihres Fadens anpassen können. Allerdings überleben nur die wenigsten ihre Reisen. Die meisten landen auf dem Wasser, in ungeeigneten Lebensräumen oder werden von Vögeln gefressen. Der britische Volksmund kennt die luftverfrachteten Spinnen unter dem Namen money spider, die, wenn sie auf einem landet, finanzielles Glück bescheren soll („neue Kleider webt“).

## Systematik der Linyphiidae
Derzeit wird die Familie nach Andrei V. Tanasevitch in sieben Unterfamilien eingeteilt:
- Dubiaraneinae (Millidge, 1993); 87 Arten
- Erigoninae (Emerton, 1882); 2141 Arten
- Ipainae Saaristo, 2007; 26 Arten
- Linyphiinae (Blackwall, 1859); 819 Arten
- Micronetinae (Hull, 1920); 1113 Arten
- Mynogleninae (Lehtinen, 1967); 115 Arten
- Stemonyphantinae (Wunderlich, 1986); 14 Arten

Kladogramm
|             | Erigoninae                                                     |
|             |                                                                |
| Linyphiinae | \| \| Linyphiini \| \| \| \| \| \| Micronetini (?) \| \| \| \| |
|             | \| \| Linyphiini \| \| \| \| \| \| Micronetini (?) \| \| \| \| |
|             | Linyphiini                                                     |
|             |                                                                |
|             | Micronetini (?)                                                |
|             |                                                                |

|  | Linyphiini      |
|  |                 |
|  | Micronetini (?) |
|  |                 |

|             | Erigoninae                                                     |
|             |                                                                |
| Linyphiinae | \| \| Linyphiini \| \| \| \| \| \| Micronetini (?) \| \| \| \| |
|             | \| \| Linyphiini \| \| \| \| \| \| Micronetini (?) \| \| \| \| |
|             | Linyphiini                                                     |
|             |                                                                |
|             | Micronetini (?)                                                |
|             |                                                                |

|  | Linyphiini      |
|  |                 |
|  | Micronetini (?) |
|  |                 |

|             | Erigoninae                                                     |
|             |                                                                |
| Linyphiinae | \| \| Linyphiini \| \| \| \| \| \| Micronetini (?) \| \| \| \| |
|             | \| \| Linyphiini \| \| \| \| \| \| Micronetini (?) \| \| \| \| |
|             | Linyphiini                                                     |
|             |                                                                |
|             | Micronetini (?)                                                |
|             |                                                                |

|  | Linyphiini      |
|  |                 |
|  | Micronetini (?) |
|  |                 |

|             | Erigoninae                                                     |
|             |                                                                |
| Linyphiinae | \| \| Linyphiini \| \| \| \| \| \| Micronetini (?) \| \| \| \| |
|             | \| \| Linyphiini \| \| \| \| \| \| Micronetini (?) \| \| \| \| |
|             | Linyphiini                                                     |
|             |                                                                |
|             | Micronetini (?)                                                |
|             |                                                                |

|  | Linyphiini      |
|  |                 |
|  | Micronetini (?) |
|  |                 |

|             | Erigoninae                                                     |
|             |                                                                |
| Linyphiinae | \| \| Linyphiini \| \| \| \| \| \| Micronetini (?) \| \| \| \| |
|             | \| \| Linyphiini \| \| \| \| \| \| Micronetini (?) \| \| \| \| |
|             | Linyphiini                                                     |
|             |                                                                |
|             | Micronetini (?)                                                |
|             |                                                                |

|  | Linyphiini      |
|  |                 |
|  | Micronetini (?) |
|  |                 |

|             | Erigoninae                                                     |
|             |                                                                |
| Linyphiinae | \| \| Linyphiini \| \| \| \| \| \| Micronetini (?) \| \| \| \| |
|             | \| \| Linyphiini \| \| \| \| \| \| Micronetini (?) \| \| \| \| |
|             | Linyphiini                                                     |
|             |                                                                |
|             | Micronetini (?)                                                |
|             |                                                                |

|  | Linyphiini      |
|  |                 |
|  | Micronetini (?) |
|  |                 |

|             | Erigoninae                                                     |
|             |                                                                |
| Linyphiinae | \| \| Linyphiini \| \| \| \| \| \| Micronetini (?) \| \| \| \| |
|             | \| \| Linyphiini \| \| \| \| \| \| Micronetini (?) \| \| \| \| |
|             | Linyphiini                                                     |
|             |                                                                |
|             | Micronetini (?)                                                |
|             |                                                                |

|  | Linyphiini      |
|  |                 |
|  | Micronetini (?) |
|  |                 |

|             | Erigoninae                                                     |
|             |                                                                |
| Linyphiinae | \| \| Linyphiini \| \| \| \| \| \| Micronetini (?) \| \| \| \| |
|             | \| \| Linyphiini \| \| \| \| \| \| Micronetini (?) \| \| \| \| |
|             | Linyphiini                                                     |
|             |                                                                |
|             | Micronetini (?)                                                |
|             |                                                                |

|  | Linyphiini      |
|  |                 |
|  | Micronetini (?) |
|  |                 |